# Marianne Mörner (språkvetare)
Agnes Marianne Mörner, född 4 januari 1886 i Helsingborg, död där 13 april 1971, var en svensk språkvetare.
Mörner, dotter till ryttmästare Olof Stellan Mörner och Agnes Marika Dickson, blev student vid Lunds universitet 1904, filosofie kandidat 1908, filosofie licentiat 1912 och filosofie doktor 1918 på avhandlingen Le purgatoire de Saint Patrice par Bérol. Hon blev docent i romanska språk vid nämnda universitet 1917 och lärare vid Lunds fullständiga läroverk för flickor (Lindebergska skolan) samma år. Hon blev lektor i Djursholm 1922, lektor i engelska och franska vid högre allmänna läroverket för flickor i Göteborg 1929 och rektor vid högre allmänna läroverket för flickor i Malmö samma år.
Hon erhöll Illis quorum och var riddare av Hederslegionen.
Mörner är begraven på Helsingborgs nya kyrkogård.